# Клапан Шрадера

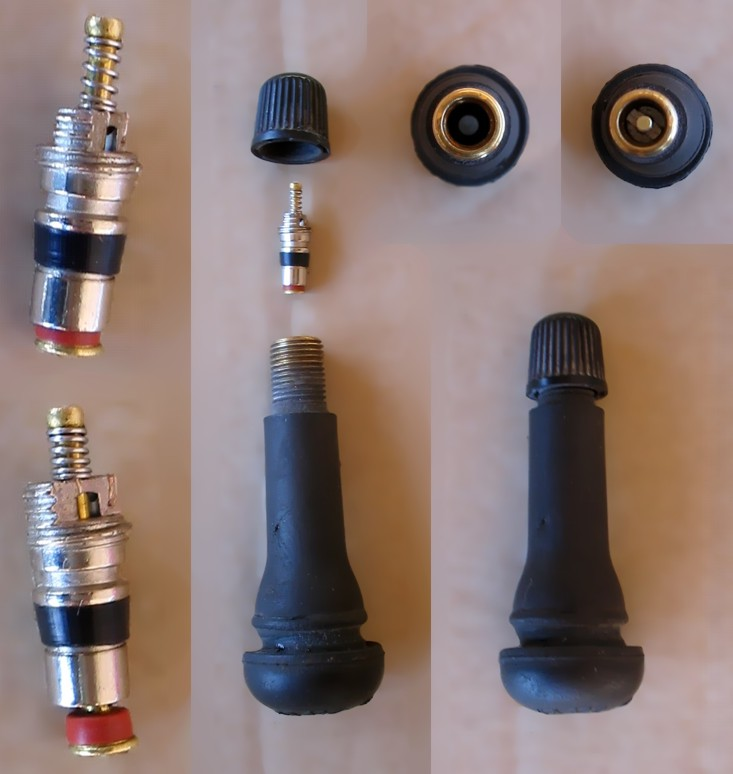
Компоненти клапана Шрадера (зліва направо): клапан закритий (вгорі) та відкритий (внизу), порядок складання, вид кінця трубки без серцевини й з нею (вгорі) і трубка із захисним ковпачком (внизу)

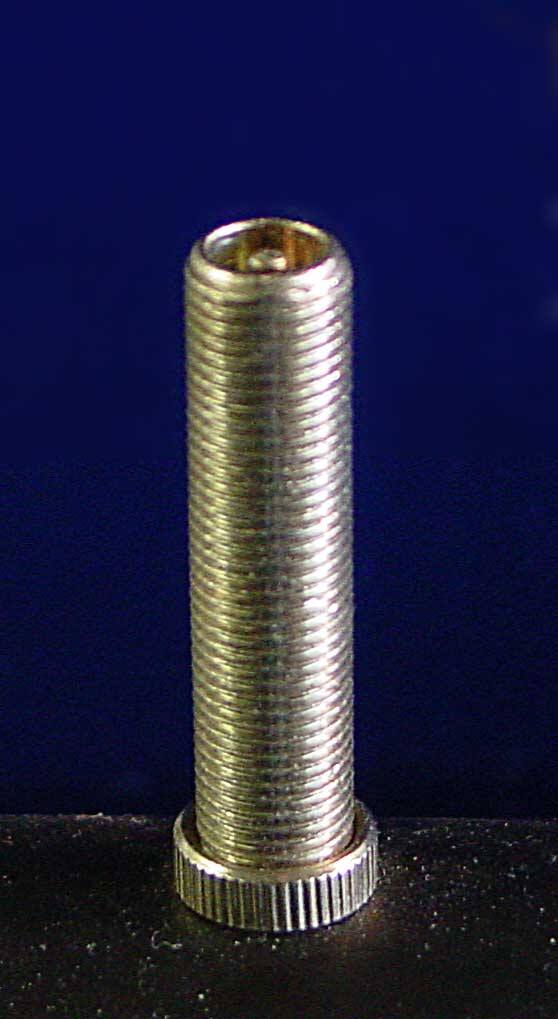
Подовжена трубка (ніпель) клапана Шрадера

Принцип роботи

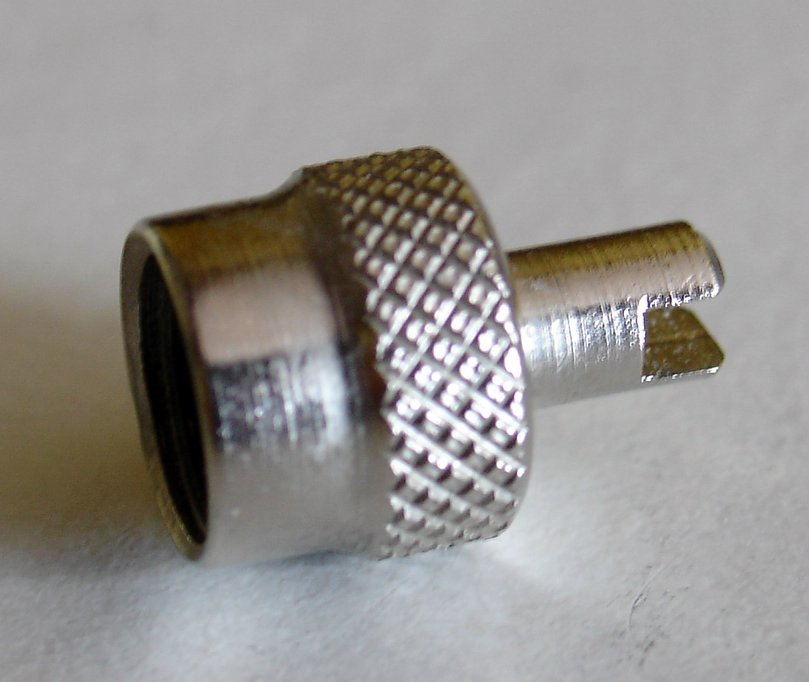
Ковпачок з ключем для загвинчування серцевини клапана

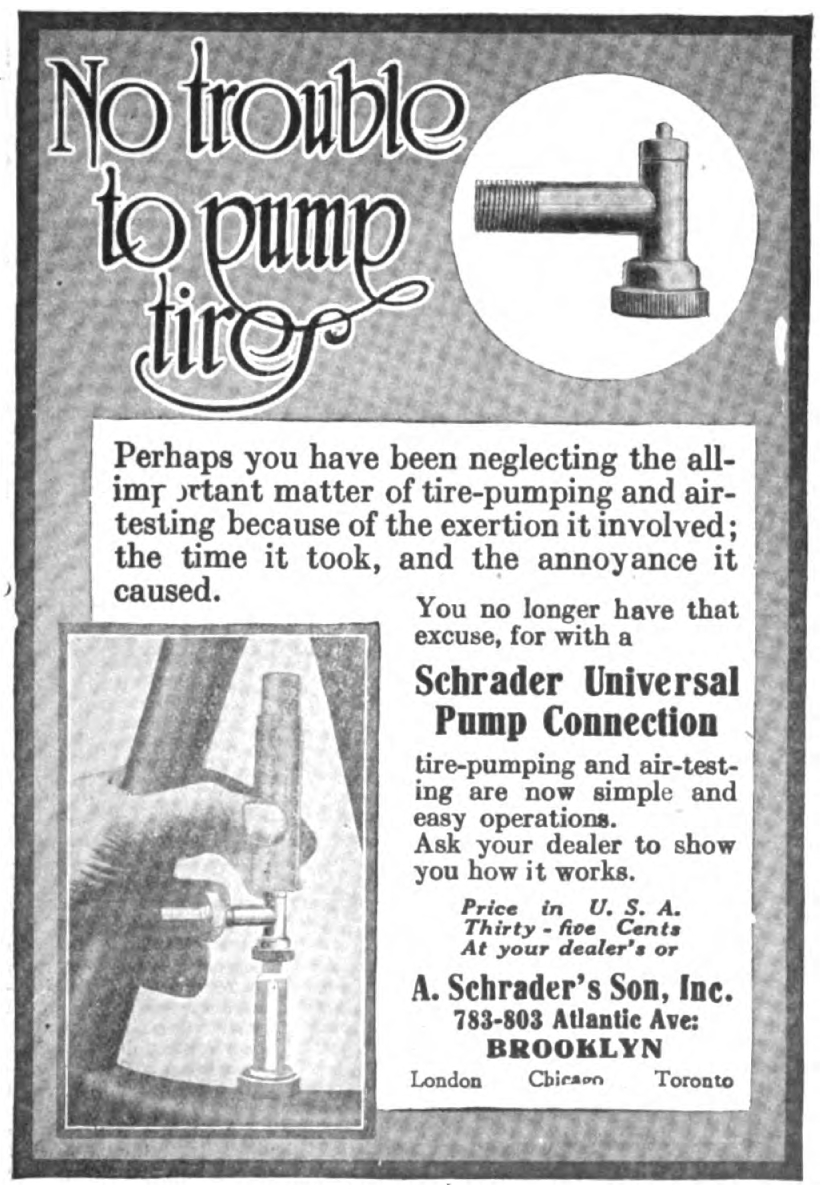
Реклама клапана Шрадера в журналі Безкінна ера (Horseless Age) (1918)

Кла́пан Шра́дера (англ. Schrader valve) або америка́нський кла́пан (англ. American valve) — тип клапана (вентиля) для камер шин або безкамерних шин, що використовується у переважної більшості колісних транспортних засобів у світі. Компанія Шрадер (нім. Schrader), від якої клапан отримав свою назву, була заснована у 1844 році німецьким іммігрантом у США Августом Шрадером (англ. August Schrader). Початковий варіант конструкції клапана Шрадера було запатентовано у США в 1893 році.
Існує неоднозначність прочитання назви «Schrader» українською. З одного боку, прізвище Schrader має німецьке походження і вимовляється як «Шрадер»; з іншого боку, А. Шрадер жив і працював у США, де його прізвище вимовлялось як «Шрейдер». Зустрічається й написання «Шредер».

## Будова
Клапан Шрадера складається з трубки, в яку загвинчується серцевина (золотник) та використовується майже на всіх автомобільних, мотоциклетних, а також багатьох велосипедних шинах. Робочим елементом є тарілчастий клапан з допоміжною пружиною.
Клапан Шрадера складається з порожнистої металевої трубки з мідного сплаву, що має зовнішню та внутрішню різьба. В центрі зовнішнього кінця знаходиться металевий стрижень, розташований на осі трубки, кінець якого приблизно перебуває на рівні торця трубки.
Зазвичай, усі клапани Шрадера, що використовуються в шинах, мають різьбу та корпуси єдиного стандартного розміру на зовнішньому кінці з метою уніфікації захисних ковпачків та різного устаткування. Серцевина клапана загвинчується спеціальним інструментом, функція якого найчастіше покладається на металевий захисний ковпачок (накривку).
Новітня розробка — трубки клапана Шрадера із вмонтованими датчиками системи контролю тиску повітря в шинах (англ. tire pressure monitoring system; TPMS).

## Використання
Крім камерних та безкамерних шин клапани Шрадера різних діаметрів використовуються на багатьох холодильних та кліматичних установках для забезпечення можливості обслуговування, включи дозаправлення холодогентом; водопровідниками, що проводять тести на витікання під тиском; як вузол для стравлювання й тестів у системі розподілу пального деяких інжекторних двигунів; на велосипедних пневматичних амортизаторах для можливості підналагодження тиску повітря залежно від ваги велосипедиста; на інфляторах компенсаторів плавучості аквалангіста, де є потрібна легкість від'єднання повітряного шланга (навіть під водою) без втрати повітря з балона. Клапани Шрадера також широко використовуються в гідравлічних системах високого тиску на повітряних суднах.
Багато конструкцій побутових вогнегасників використовують внутрішній клапан, що є ідентичним до клапана Шрадера, але з рукояттю для відкривання клапана при використанні вогнегасника за призначенням.
Клапани Шрадера використовуються в широкому асортименті пристроїв на стиснутих газах і рідинах під тиском.

## Ковпачок
Ковпачок є важливим для клапана Шрадера, оскільки він захищає від попадання бруду і води у внутрішню частину клапана, що викликало б погіршення його герметичності. Сіль та інші хімічні антиобморожувачі, що використовуються взимку, є особливо руйнівними для компонентів клапана.
Деякі ковпачки мають всередині гумову шайбу для додаткової герметизації. Подібні шайби можуть також запобігти витоку повітря через злегка несправний клапан. Додатково, гумова шайба усуває самовідгвинчування і втрату ковпачка в результаті вібрацій. Ковпачки зазвичай виготовляються з чорного пластику, металу або металу з пластмасовим покриттям, з гумовими шайбами всередині деяких пластикових кришок і більшості металевих ковпачків. Однак, для запобігання електролітичної корозії і відмови електроніки в прямій TPMS (що тягне за собою дорогий ремонт), металеві ковпачки без ізоляційного пластикового покриття не слід використовувати на клапанах, забезпечених системою прямого TPMS. Більше того, металеві ковпачки без пластикового покриття можуть також викликати корозію і можуть прикипіти до клапана, викликаючи його руйнування при знятті ковпачка. Це відбувається коли метал кришки (такий, як мідь) відрізняється від металу клапана (такий, як алюміній).
Існують також спеціальні кришки для моніторингу тиску, що показують зелений прапорець (індикатор), коли тиск в нормі або її перевищує. При втраті тиску зелений прапорець втягується, оголюючи червоний стрижень, для привернення уваги водія.

## Порівняння з клапаном Presta
Тоді як клапани Шрадера є практично універсальними на шинах автомобілів, велосипедні шини можуть використовувати клапани Dunlop, Шрадера або Presta. Як клапан Шрадера, так і Presta, добре утримують великий тиск. Їх головна відмінність полягає в тому, що клапани Шрадера є більшими і мають пружину, що закриває клапан, коли стрижень відпущений.
Трубка клапана Presta має 6  мм у діаметрі, клапан же Шрадера для велосипедів має діаметр 8  мм, вимагаючи більшого отвору в ободі. Це не має значення для широких ободів, але послабляє вузький обід аж до неможливості його застосування на гоночних велосипедах. Інший недолік клапана Шрадера в тому, що відкриття здійснюється натисканням на стрижень клапана, і деяка кількість повітря втрачається при приєднанні і від'єднанні шланга помпи, хоча це і є нормою (найбільша кількість повітря, що створює шипіння при від'єднанні повітряної помпи, виходить з шланга між помпою і клапаном, а не з шини), в той час як клапан Presta відкривається лише безпосередньо подачею повітря всередину камери. Приєднувальні розміри для шланга від помпи для цих клапанів відрізняються, що вимагає використання різних помп або додаткових приєднувальних адаптерів.

## Типорозміри
Клапани Шрадера класифікуються за матеріалом, діаметром монтажного отвору в ободі колеса, довжиною та формою.
- TR-4 — пряма металева трубка (8 мм в діаметрі)
- TR-6 — пряма металева трубка (8 мм в діаметрі)
- TR-13 — пряма гумова трубка (11,5 мм в діаметрі)
- TR-15 — пряма гумова трубка (16 мм в діаметрі)
- TR-87 — коротка із вигином під кутом 90° металева трубка (10 мм в діаметрі)
- TR-87C — висока із вигином під кутом 90° металева трубка (10 мм в діаметрі)

а також:
- TR 413 — діаметр отвору в ободі 0,453" (11,50 мм), довжина 1,25" (=31,8 мм)
- TR 415 — діаметр отвору в ободі 0,625" (15,87 мм), довжина 1,25" (=31,8 мм)
- TR 418 — діаметр отвору в ободі 0,453" (11,50 мм), довжина 2" (=50,8 мм)
- TR 425 — діаметр отвору в ободі 0,625" (15,87 мм), довжина 2" (=50,8 мм)

Стандартний клапан Шрадера має наступні розміри різьби:
Зовнішня різьба
- Метрична: зовнішній діаметр 7,7 мм, діаметр впадин профілю різьби 6,9 мм при кроці 0,794 мм.
- Британська: зовнішній діаметр 0,305 дюйма, діаметр впадин профілю різьби 0,271 дюйма при кроці 32 tpi (англ. threads per inch)

Внутрішня різьба (для різьбової серцевини клапана)
- Метрична: зовнішній діаметр 5,30 мм, крок 0,706 мм
- Британська: зовнішній діаметр 0,209 дюйма, крок 36 tpi.

Для холодильних установок використовується раструбовий 1/4" фітинг, з такою ж внутрішньою різьбою, як вказано вище.